# Мотогул
Мотогул (каз. Мотогул) — упразднённое село в Теренкольском районе Павлодарской области Казахстана. Упразднено в 2017 году. Входило в состав Октябрьского сельского округа. Код КАТО — 554859400.

## Население
В 1999 году население села составляло 144 человека (72 мужчины и 72 женщины). По данным переписи 2009 года в селе проживало 45 человек (25 мужчин и 20 женщин).